# バント

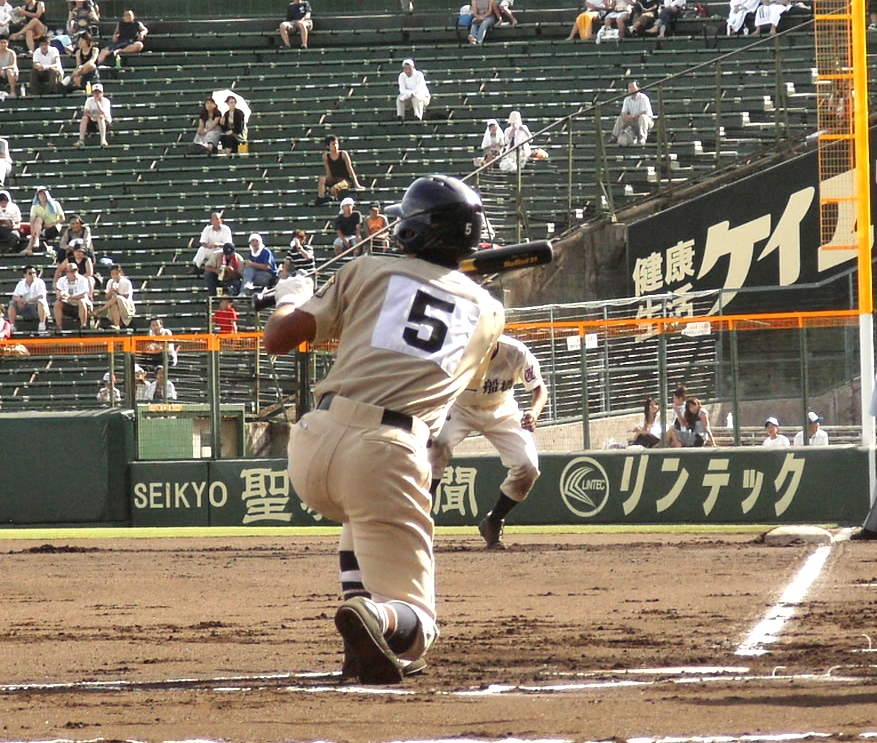
高校野球のバント

バント（英: bunt、犠打）は、野球、ソフトボールにおける打撃技術（方法）のひとつで、バットをスイングせず、意識的に打球が内野をゆるく転がるように当てること。

## 概要

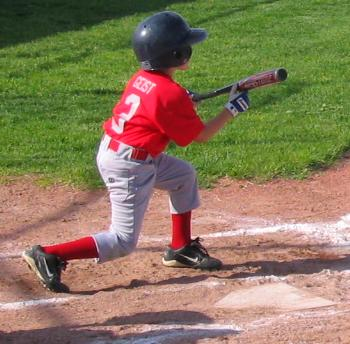
バント

球の勢いを殺したゴロをできるだけ守備側の投手や内野手から離れた場所（野手と野手のちょうど真ん中、ファウルライン際など）に転がし、打球処理の時間を稼ぐことによって進塁・出塁を目指すものである。技術的な器用さや集中力だけでなく、野手のポジションや走者との位置関係、投手の投球など広範な知見を持つことが要求され、「バントは10割の成功率がなければならない」と言われる確実性も必要とされる。バントをする場合、打者は体の向きを投手に正対させ、片方の手をバットの太い部分に添えて行う。
通常の打撃なのかバントなのかの判断は審判員によって行われ、また、プレイの結果として犠牲バントを記録するかどうかの判断は公式記録員によって行われる。

## バントの種類

### 犠牲バント
犠牲バント、または送りバントは、走者を先の塁へ進める目的で、打者走者がアウトになることを前提にバントを行う作戦である。特に、無死あるいは一死の状況で三塁走者を本塁に還して得点することを目的とするバントを、無理やり得点を絞り出す意味から、スクイズプレイあるいはスクイズと呼ぶ。成功すれば「犠打」が記録され、打数にはカウントされない。
2003年に通算犠打の世界記録を達成した川相昌弘は、投手と一塁手の中間に転がすようにしていた。川相は「周りは100%成功すると思っている」というプレッシャーに勝つことの必要性を述べている。
左打席に立った場合は一塁ランナーの動向を視認しにくいため、送りバントの成功率は右打者の方が概ね高くなるとされる。

### セーフティーバント
セーフティーバントは、打者自らが一塁に出塁する目的でバントを行うもので、打者に走力がある場合に取りうる作戦である。ただし極端な守備シフト（ブードロー・シフト）に対抗する目的で、必ずしも俊足ではない左打ちのプルヒッターが試みるケースも見られる。可否はそのバントの打たれた場所が適当であったか否か、また、そのバントが相手にとって意表であったか否かで決まる。特に、左打者が一塁に向けて走り出すのと同時に一塁方向へセーフティーバントを試みることをドラッグバント（英: drag bunt = 引きずる、引っ張るバント）と呼ぶ。「投手が守備を苦手としている」「一塁手の守備が深い」など、一塁のカバーが上手く行われないことが予測される場合に行うものであり、一塁方向に球を引っ張り投手の向かって右側を抜くようにする。いずれのバントも打数にカウントされる。
「セーフティーバント」という呼称は和製英語である。安全を意味する「セーフティー」という名に反して間に合わなかったり、間に合っても間一髪であることも少なくない。英語では「bunt for a base hit（安打を狙ったバントの意）」と呼ばれる。
走者があるときにセーフティーバントを試みて、結果として打者はアウトになり走者が進塁した場合、記録員が「セーフティーバントである」と判断すれば犠打は記録されず打数もカウントされる。日本プロ野球ではこの場合でも犠打が記録され、打数をカウントしないことが「慣例」であったが、2008年（平成20年）のオープン戦から、点差が開いた終盤の無死または1死で塁上に走者がいる場合、打者が試みたセーフティーバントが送りバント（初めからバントの構えをした場合は除く）となっても、犠打と認めないことを決めた。

### プッシュバント
プッシュバントは、文字通りバットを押し込むようにバントを行い、意図的に強い打球にするバントである。「一塁手が深く守っている」「投手の一塁カバーが遅い」「相手が左投手で、投球後に右に傾くような癖がある」などの場合に行われることがある。プッシュバントは球をプッシュする（押す）バントである。犠打の際には当たったバットはわずかに引くのに対し、この場合はバットを前方に押し出すために両手と両肘を体から離してバットの球を打つ面を一塁手の方に向ける。
バントの意図が明らかである場合、内野手は少しでも打球処理にかかる時間を短縮しようとする場合が多い。たとえば、バントに備えて前進守備を敷いたり、打者が不意にバントの構えをみせた場合に一塁手や三塁手が反射的に本塁に向って駆け込んだりする。この守備側のバント対策を逆手にとり、バントの構えのまま意図的にバットを押し出して強打することで、前進した内野手を越えて手薄になった内外野間に打球を落とすことを狙うのがプッシュバントである。成功すれば走者はもとより打者自身もセーフになる可能性が高くなるが、打球コントロールに失敗して守備選手の正面に転がしてしまった場合は通常の内野ゴロより早く捕球され、併殺となる可能性が高いという大きなリスクも併せ持つ。
また、塁上に走者がいない場合でも、意表を突く形のセーフティバントとしてプッシュバントがなされる場合もある。無走者などの場合は一塁手と三塁手が通常の深さの守備位置からスタートするため、投手がぎりぎり追いつかない程度の速さでゴロを転がせば打者走者がセーフになる可能性が生じる。
なお、バントの構えからヒッティングに切り替える動作はバスターと呼ばれ区別される。

### スイングバント
ハーフスイングなどの際にバットに球が当たり、結果としてバントのような打球となるものを指す。2ストライク後にこのような打撃を行ってファウルボールになった場合、審判員が「（バントではなく意思を持って）打ちに行った」と判断すれば、三振とはならない。この打撃により打者がアウトとなって他の走者が進塁できても、記録員が「（バントではなく意思を持って）打ちに行った」と判断すれば、犠打と記録されない。英語では「swinging bunt」と呼ぶ。

### バスター
バントの構えを見せておいて、相手投手の投球後に通常の構えに切り替えてヒッティングすることをバスターという。高度な技術を要するが、相手のバントシフトの虚を突く作戦として有効である。
バスターは英単語の「bastard」（庶子の意味、転じて「嫌な奴」「まがいもの」などの意）のことだとされている。しかし、現代の英語でこのプレーのことを「bastard (bunt)」とは言わない。英語では「slash bunt」「fake bunt and swing」「butcher boy」「slug bunt」などと言う。

### バントエンドラン
打者によるヒッティングの代わりにバントを行う戦術。バントでは一・二塁間や三遊間を抜ける安打は望めないが、守備力の低い相手に対しては、ヒッティングよりも確実にバットへ当てられる。そのため、走者の二進が確実になる、ライナーによる併殺の心配がないといった利点がある（ただし、飛球になったときは、小飛球でも併殺になる可能性は高い）。無死の場面で、俊足の一塁走者を進塁させるために使われることが多い。
また、走者二盗の際に二塁カバーへ入る選手（二塁手・遊撃手のいずれか）をあらかじめ見極められれば、以下の戦術が可能となる。
- 二塁手がカバーする場合、一塁線に向かって一塁手と投手のどちらが捕るか躊躇するようなバントをする。一塁カバーが不在となり打者が一塁に生きる確率が高くなる。
- 遊撃手がカバーする場合、三塁線に向かって三塁手と投手のどちらが捕るか躊躇するようなバントをする。三塁カバーが不在となり一塁走者が一気に三進できる確率が高くなる。

バントエンドランのうち、走者を三塁に置いたケースはスクイズプレイと見ることもできる。
軟式野球では、打球がよく弾む特性を利用した「ヒットエンドランスクイズ」（エンドランスクイズ）が用いられる。打者が内野ゴロを打ち、先にスタートさせていた三塁走者を生還させる攻撃方法。これは塁間の短いソフトボールでもみられる。

## スリーバント
2ストライク後にバントを行うことを和製英語でスリーバントという。このとき、そのバントがファウルボールになると、ボールデッドで打者は三振・アウトとなる。これはスリーバント失敗と呼ばれる。このルールは、2ストライクになってからバントを使ってカットを容易にすることを防ぐためのものである。

## バントに対する守備
通常のバントの打球処理の担当は、一塁手・三塁手・投手・捕手の4人となる。二塁手は一塁ベースカバーに入り、遊撃手は走者に応じて二塁か三塁のベースカバーに入る。